# Croix du Run
La croix du Run est située à Plouha en France.

## Localisation
La croix est située sur la commune de Plouha, chemin de Kermaria, dans le département des Côtes-d'Armor en région Bretagne.

## Historique
La croix est inscrite au titre des monuments historiques par arrêté du 17 février 1928.